# Canton de M'Tsangamouji
Le canton de M'tsangamouji est une ancienne division administrative française située dans le département de Mayotte et la région Mayotte.

## Administration
| Période                                  | Période | Identité            | Étiquette | Qualité                                       |
| ---------------------------------------- | ------- | ------------------- | --------- | --------------------------------------------- |
| 2004                                     | 2011    | Ahamada Madi Chanfi | DVD       | Vice-président du conseil général (2008-2011) |
| 2011                                     | 2015    | Ben Issa Ousseni    | UMP       |                                               |
| Les données manquantes sont à compléter. |         |                     |           |                                               |

## Composition
Le canton était composé de l'unique commune de M'tsangamouji.

## Démographie
| 2002  | 2007  | 2012  |
| ----- | ----- | ----- |
| 5 382 | 5 028 | 6 314 |